# Ansou Sow
Ansou Sow (* 9. Mai 2000 in Dakar) ist ein senegalesischer Fußballspieler, der bei den Voltigeurs de Châteaubriant in der National 2 spielt.

## Karriere
Sow begann seine fußballerische Ausbildung in Senegal bei der US Ouakam. 2017 wechselte er in die Profimannschaft und anschließend zum ASC Diaraf. 2018 wechselte er nach Europa zum französischen Zweitligisten RC Lens. 2018/19 kam er dort bereits fünfmal für die Amateure in der National 2 zum Einsatz. In der Folgesaison gehörte er zum Stammpersonal bei der Zweitmannschaft und traf in 19 Ligaspielen sieben Mal. Im Dezember 2019 debütierte er dann jedoch für die Profis im Pokal in der Erstrundenpartie gegen den FC Dieppe. Am 11. April 2021 (32. Spieltag) debütierte er in der Ligue 1 gegen den FC Lorient, als er in der 85. Minute für Gaël Kakuta eingewechselt wurde. In der Saison spielte er jedoch noch keine große Rolle in der ersten Mannschaft.
Zur Saison 2021/22 wechselte er ablösefrei zum Drittligisten FC Chambly. Am ersten Spieltag debütierte er gegen die US Boulogne in der Startelf für seinen neuen Arbeitgeber. Im Spiel darauf, bei einem 1:0-Auswärtssieg gegen Stade Briochin schoss er spät den 1:0-Siegtreffer und somit sein erstes Tor. Er spielte in jener Saison 19 Mal für Chambly und schoss dieses eine Tor.
Im Sommer 2022 wechselte er zu Stade Briochin, wo er bis zur Winterpause elfmal in der National spielte, wobei er einmal traf. Er kam nebenbei jedoch auch in der zweiten Mannschaft in der National 3 zu Einsätzen.
Im Januar 2023 wechselte er zum Viertligisten VF Les Herbiers. In der verbleibenden Spielzeit lief er dort in elf Ligapartien auf.
Auch hier verließ er den Verein nach nur einem halben Jahr und schloss sich dem Ligakonkurrenten Voltigeurs de Châteaubriant an.